# Engrillagement
Au sens large, l’engrillagement est le fait d'isoler une parcelle par un grillage. L'expression désigne aussi la tendance qui consiste dans certaines régions du monde (en Écosse et en France par exemple) à de plus en plus clôturer certains milieux naturels ou semi-naturels. Ce type d'engrillagement se fait parfois au profit de la protection de parcelles de forêt en régénération, ou au contraire d'une chasse commerciale, ou parfois pour limiter le déplacement d'êtres humains et/ou de certains animaux.

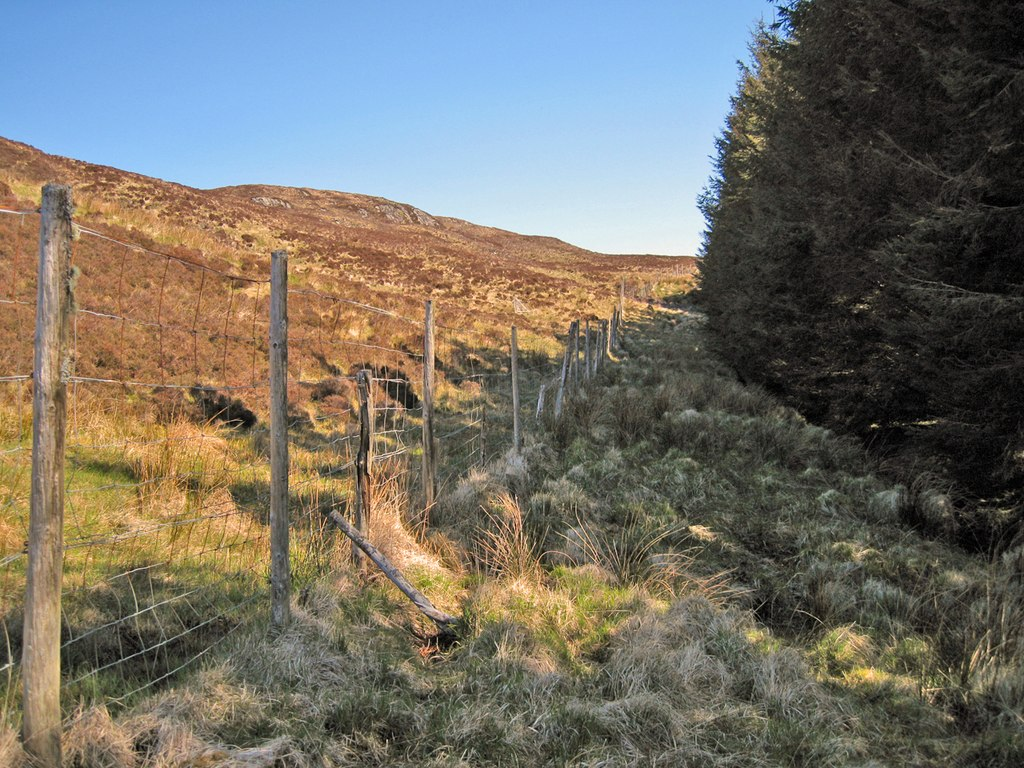
Exemple d'engrillagement en Écosse ; clôture protégeant la forêt des cervidés favorisés par les chasseurs pour leur pratique cynégétique.

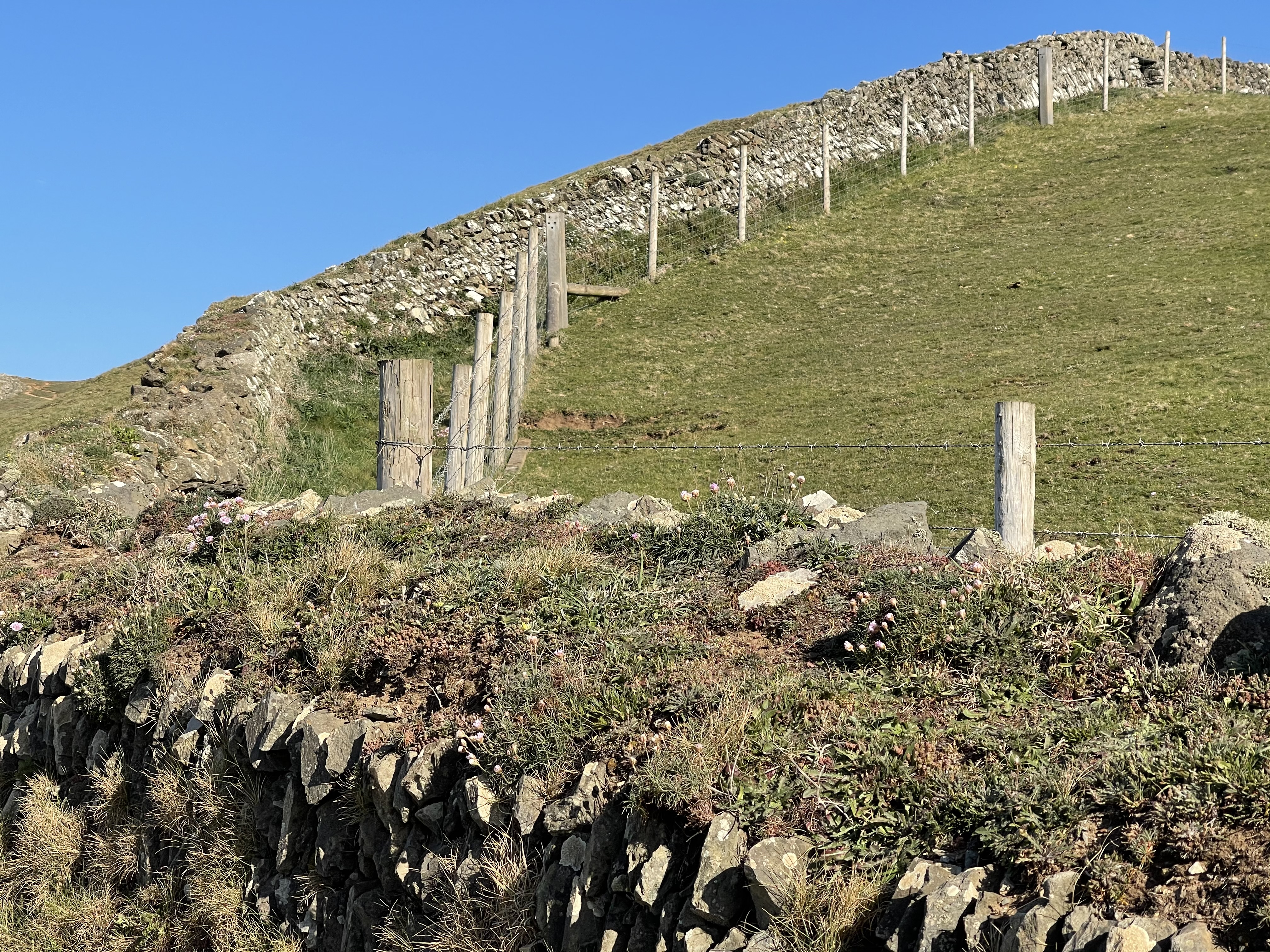
Image illustrant le passage de l'enclos de pierre à l'engrillagement (ici en Cornouailles près du chemin côtier afin d'empêcher les moutons d'approcher la falaise).

Clôture délimitant des zones de pâturage extensif, au-dessus de Mellock Hill au Royaume-Uni.

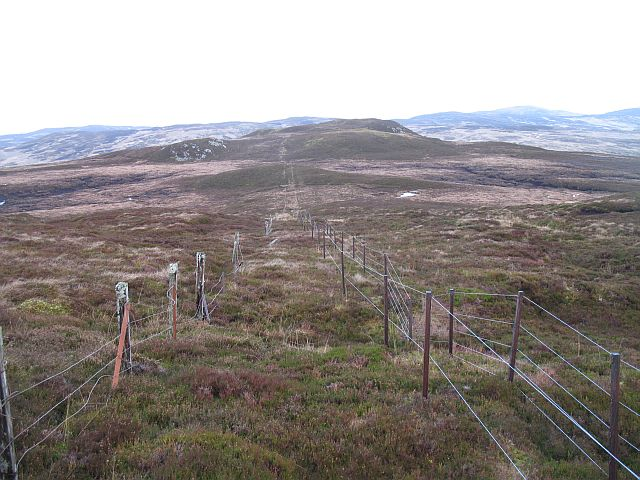
Clôture de fil de fer plus ou moins dégradée, renforcée par une double clôture électrique (Tir Eilde, Royaume-Uni).

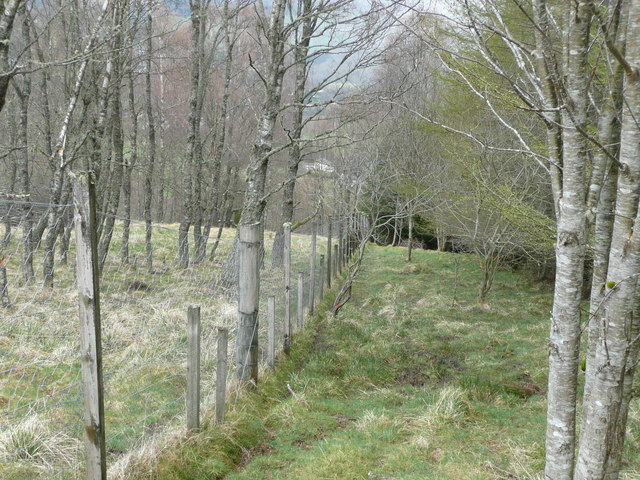
Clôture à cervidés ; à droite : forêt plantée bien établie, à gauche enforestation d'une ancienne lande fréquentée par les cerfs (et autrefois par le tétras lyre) ; Royaume-Uni.

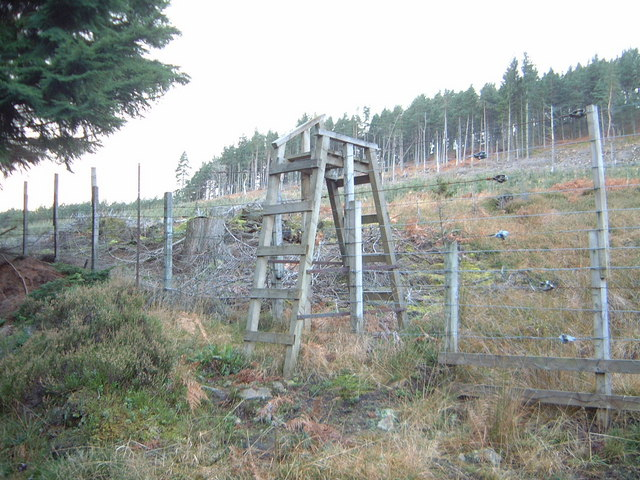
Double échelle de passage (et possible poste de tir) sur clôture à cerfs devant une zone forestière récemment défrichée (Aboyne, Écosse, 2007).

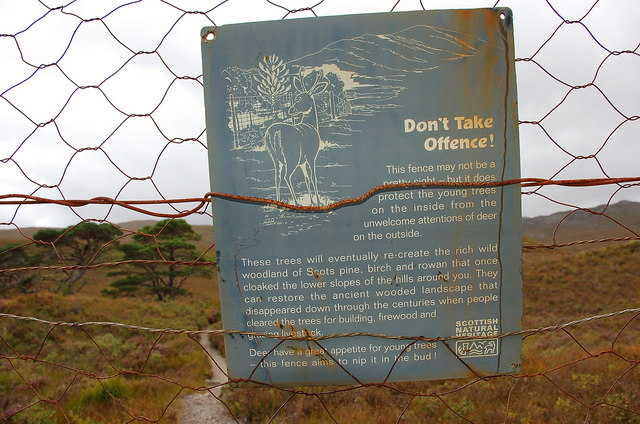
Panneau invitant le public à ne pas s'offenser de la pose d'une clôture (provisoire), destinée à protéger les jeunes arbres de l'appétit des cerfs (panneau posé par la Scottish Natural Heritage, dans le cadre d'une opération de renaturation/reforestation près de Kinlochewe, en Écosse).

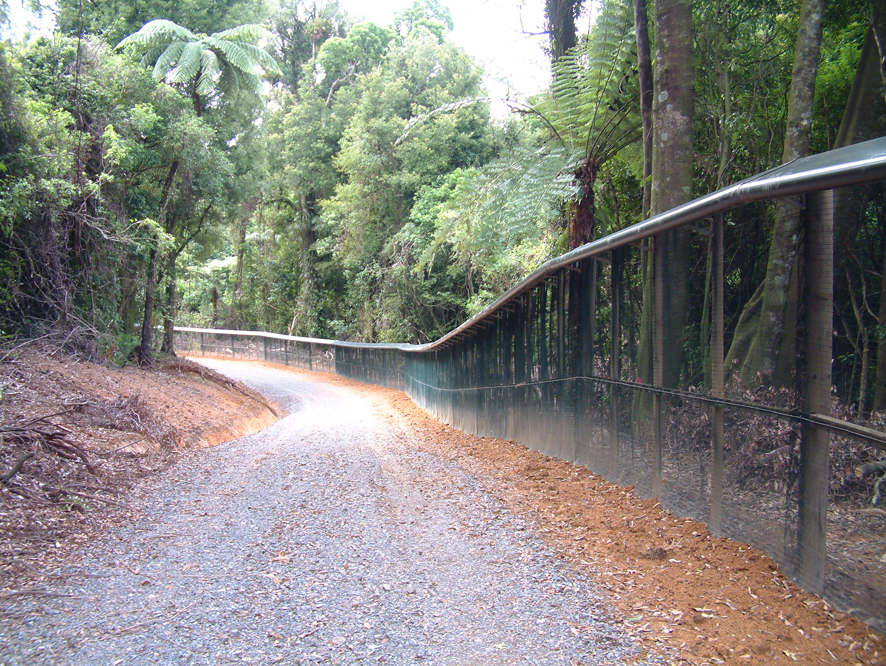
On choisit parfois de protéger par une clôture des espèces endémiques vulnérables de leurs prédateurs autochtones (ou introduits). Ici 47 km de clôture entourent la réserve naturelle néozélandaise des Monts Maungatautari des nombreuses espèces invasives introduites dans le pays.

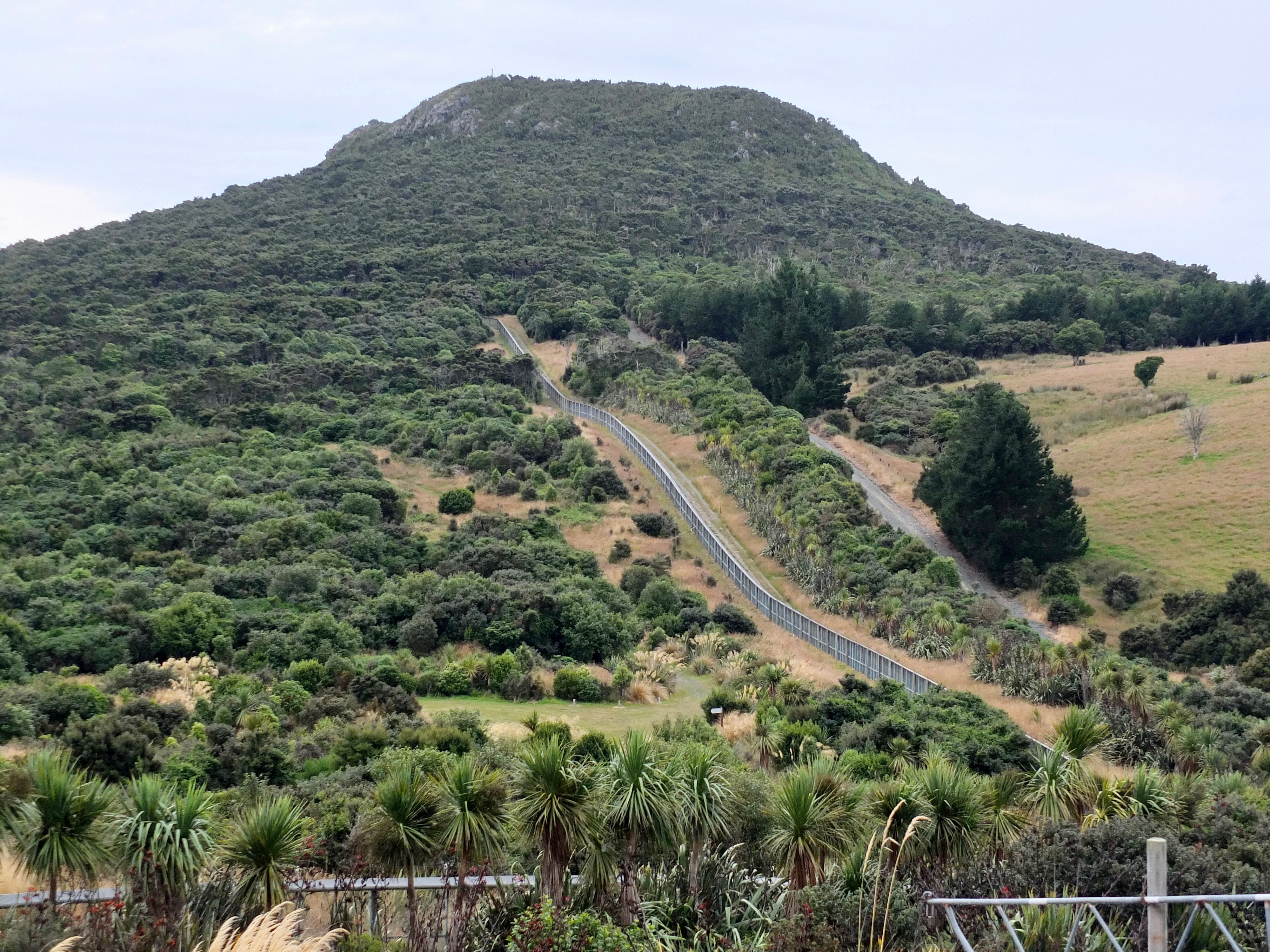
Autre exemple de clôture anti-prédateurs (écosanctuaire d'Orokonui hill, Dunedin, Nouvelle-Zélande, 2019).

Ceci soulève des enjeux d'éthique environnementale, paysagers et touristique (tourisme rural), mais aussi écologique, car si l'engrillagement peut protéger les jeunes arbres face à des surpopulations d'herbivores, il se fait au détriment des réseaux écologiques et des corridors biologiques. Dans le monde cette tendance s'oppose (sauf cas particuliers) à la mise en œuvre de la Convention mondiale pour la biodiversité. En Europe, elle s'oppose au développement du réseau écologique paneuropéen, et en France à l'application de la Trame verte et bleue, car face aux clôtures de nombreux animaux non-volants sont alors entravés ou bloqués dans leur circulation et leurs migrations.

## Généralités
Techniquement et pour un site donné, dans le langage courant, l'engrillagement désigne simplement l'opération consistant à enclore un espace (public ou privé) par un grillage formant un obstacle linéaire, constant ou non, empêchant le passage de tout ou partie des animaux, du « gibier à poil » et/ou des humains.
Autrefois, il s'agissait par exemple de protéger des animaux d'élevage de prédateurs ou de vols, d'enclore des animaux dans un zoo ou un parc, de protéger un site privé ou un terrain militaire de l'intrusion, etc. Le grillage peut être agrémenté d'un barbelé ou d'autres dispositifs défensifs. Avec le développement de transports à grande vitesse, l'aménagement du territoire a aussi intégré des processus d'engrillagements de ces infrastructures, pour des raisons de sécurité publique (autoroutes, TGV, aéroports… sont généralement clôturées de manière à éviter les collisions avec les grands animaux, et les intrusions de piétons. Et depuis quelques décennies, les effets de fragmentation écologique de ces clôtures commence à être compensé par des passages à faune, de type écoduc notamment.
Localement (zoos, parc animaliers et quelques sites contenant des bisons en liberté), les grillages sont fortement consolidés, pour des raisons de sécurité.

## Typologies d'engrillagement
En milieu naturel, agricole ou forestier, les engrillagements peuvent être décrits par leur longueur et hauteur, le fait qu'ils soient ou non enterré à leur base, la présence ou non de barbelés, le type de mailles du grillage, le type de poteaux (bois, ciment ou autres matériaux), une éventuelle électrification, leur caractère pérenne ou non, leur degré d’éloignement du chemin ou d'un autre type d'axe (route, autoroute, voie ferrée, etc.), ou encore par leur doublement par une haie vive (plus ou moins proche du grillage) ; autant d'éléments susceptibles d'être maintenant précisé par les règles d'urbanisme en France (mais qui le sont encore très rarement).

## Histoire
En Europe, depuis le Moyen Âge, des seigneurs, des princes et des rois ont enclos certaines de leurs propriétés de murs de pierre ou de brique pour en faire des zones de chasse réservées, voire des sortes de zoos. Ces parcelles ne concernaient toutefois qu'une infime partie des territoires.
En France, en mai 1844, une loi a permis aux propriétaires terriens payant l'impôt censitaire (qui donnait alors droit à un permis de chasse), de bénéficier d'un privilège de chasse dans des enclos de chasse, à l'image du privilège du roi sous l'Ancien régime. Le total des surfaces encloses restait une infime part du territoire.
En juillet 1991, le syndicat mixte de la Sologne s'inquiétait du phénomène et votait une motion sur les clôtures, affirmant qu'elles :
1. constituent un problème envers la circulation du grand gibier ;
2. enlaidissent le paysage et nuisent à l’image de la Sologne et son développement touristique ;
3. détériorent la qualité cynégétique des populations (chasse)».

## Phénomène récent d'engrillagement à vocation cynégétique
Depuis peu, la notion d'engrillagement désigne un phénomène plus récent de création incontrôlée de vastes et nombreux enclos visant, dans certaines régions, à enfermer des espèces-gibier pour les élever et les chasser ; Face à une densité croissante de sangliers ou cervidés, l'enclos peut parfois aussi viser à protéger le terrain des dégâts induits par la surpopulation de ces animaux.
« Ces implantations de clôtures résultent notamment du fait de la création d'enclos de chasse, commerciaux ou non, et de la nécessité dans ce cas d'une clôture imperméable au passage de l'homme et des mammifères (...) des grillages, souvent hauts (1,80 m ou plus), sont édifiés pour la pratique de la chasse toute l'année et la protection des propriétés. Ces clôtures induisent gêne paysagère, accidents routiers [parfois seul le bord de route reste accessible aux animaux non-enclos], captation du gibier ».
En France, de nombreux parlementaires et autres acteurs estiment que l’engrillagement à vocation cynégétique est devenu préoccupant en Normandie dont en Sarthe ; en Picardie, dans les Landes ou la Brenne mais surtout en Sologne où l'on constate une forte accélération du phénomène depuis le début des années 2000, au point qu'on parle parfois, en Brenne par exemple, de « solognisation » du territoire pour décrire l'engrillagement qui s'étend aussi de manière préoccupante ailleurs (ex. : nord-est, Landes…). Des études, mémoires, thèses s'y sont consacrés, ainsi que des articles, par exemple parus dans « le Petit Solognot » en 2012, des films et documentaires.

La Sologne est la plus grande zone Natura 2000 du pays (346 384 hectares + 29 624 hectares pour les étangs de Grande Sologne) et l'une des plus grandes d'Europe, mais cependant vers 2020 de plus en plus quadrillée (par plus de 3 500 km de clôtures, principalement érigées par une trentaine de grands propriétaires fonciers, dont plusieurs grands patrons du CAC40, dont la famille Bouygues). Des anthropologues et géographes ont mis en évidence « deux discours concurrents sur les formes de légitimation des propriétés cynégétiques, dont l’opposition s’articule autour du remplacement du petit gibier par le grand au cours de ces trente dernières années ».
En 2011, un rapport de synthèse clôturant un cycle de consultations et de travaux mis en place par le Comité Syndical Pays Grande Sologne rappelle que clore n'est pas anodin : c'est « une décision individuelle qui impacte le « bien commun » d’un territoire », concluant que ce phénomène affectait en Sologne : 
- la qualité et donc l’attractivité des paysages solognaux ;
- la libre circulation de la Grande Faune (trame verte et bleue)
- la sécurité (en raison de conséquences accidentogènes le long des axes routiers)
- la qualité de vie (les locaux se montrant souvent demandeurs d'un désengrillagement).

Puis le conseil régional du Centre-Val de Loire, le 20 décembre 2018 a intégré dans le Schéma régional d'aménagement, de développement durable et d'égalité des territoires (SRADDET), un amendement réglementant strictement la construction de clôtures autour des propriétés ; leur hauteur maximale est désormais d’1,20 m, et elles doivent maintenir un espace de 30 cm minimum au-dessus du sol, et exclusivement être construites avec des matériaux naturels. Il est possible, selon certains observateurs, que la préparation de cet amendement ait poussé la « course à l’engrillagement » avant que le SRADDET soit adopté.
Des élus et ONG de la région ont attiré l’attention de l'État sur le sujet et sur les effets négatifs pour le tourisme, les paysages et les continuités écologiques, ainsi que les risques sanitaires pour la faune sauvage et domestique.
En 2019, afin d'aider et accompagner le préfet de région de la région Centre-Val-de-Loire dans la préparation d'une conciliation avec les parties prenantes (usagers de la nature, chasseurs, promeneurs, propriétaires, associations, forestiers, parlementaires, élus locaux, établissement public, acteurs du tourisme...) sur les problèmes d'engrillagement en Sologne, trois ministres ont commandité au CGEDD (Conseil général de l’environnement et du développement durable) et au CGAAER (Conseil général de l’alimentation, de l’agriculture et des espaces ruraux) une mission, et un rapport, sur les impacts de l'engrillagement des propriétés forestières sur « les continuités écologiques, la biodiversité, les risques sanitaires, la chasse et l'éthique, ainsi que les questions de nourrissage, de sur-densité et de maîtrise des populations, d'illégalité de pratiques et d'artificialisation des milieux, d'image et de potentiel touristique ». Le rapport formule « sept recommandations, fondées sur des propositions de modifications législatives ou réglementaires, qui relèvent du droit de l’urbanisme tel qu’il pourrait être mis en œuvre en Sologne, mais aussi de dispositions nationales encadrant la chasse et la fiscalité des espaces boisés, étant entendu que l’engrillagement impacte déjà d’autres régions ».

## Impacts paysagers et sur la circulation physique
Dans le cas de la Sologne, une première grande étude et cartographie (publiées en 2011) montre que 670km de clôtures de 1m de hauteur ou plus étaient « visibles de la route » rien que pour les 25 communes (prépondérantes) de Grande Sologne ayant répondu à l'enquête et selon les données du Centre régional de la propriété forestière, hors clôtures autoroutières et hors clôtures séparant deux propriétés ou internes à une même propriété enclose (à titre de comparaison, 670 km est la distance séparant Paris de Biarritz).
Le phénomène ne cesse d'empirer ; selon une étude de l'ONCFS (juin 2019), la Sologne du seul département de Loir-et-Cher contient « au bas mot » 1 500 km de grillages, les communes les plus « engrillagées » comprenant notamment Lamotte-Beuvron, Chaon, Chaumont-sur-Tharonne, Yvoy-le-Marron, Saint-Viâtre,.
À la demande de l'État, une enquête administrative a été conduite en 2019 en Sologne (région la plus touchée par ce phénomène), basée sur l'audition d'ONG, de représentants de chasseurs, de la profession agricole, de propriétaires, de forestiers, d'élus locaux et de parlementaires. Ils se sont unanimement « opposés aux grands grillages hermétiques, qui coupent la vue, qui coupent la circulation des petits animaux comme des grands, qui isolent finalement leurs propriétaires d'une identité solognote ouverte, d'un tourisme qui va en souffrir et d'une forme de vivre ensemble qui s'en trouve affectée ». Leurs arguments les plus fréquents étaient :
- l'identité solognote, « profondément affectée par ce territoire morcelé de grillages qui coupent la vue,
- la circulation de la faune qui se trouve totalement entravée et de façon croissante au fur et à mesure que les enclos hermétiques sont érigés » ;
- l'artificialisation des milieux résultant de ce « mitage » par l'engrillagement. Une grande majorité des chasseurs interrogés se sont dits exaspérés par la perte de valeur cynégétique induite par l'entrave à la circulation des animaux ;
- l’existence de zones de chasses « manquant totalement d’éthique (lâcher, agrainage, couloir de circulations, « abattage » massif), dont les pratiques sont amplifiées par des rumeurs pas toujours sans fondements » ; Globalement tous les acteurs interrogés condamnent « l'introduction de grand gibier et le nourrissage qui leur paraissent inutiles, alors que la Sologne connaît des tableaux de sangliers, hors enclos et parcs, déjà très élevés et en forte croissance » ;
- « le désarroi des promeneurs devant le linéaire de chemins bordés de hautes clôtures, voire de bâches plastiques ou de talus, qui désormais s'offrent à eux inexorablement dans certaines zones » ;
- « l'incapacité d'un certain nombre d’élus locaux de résister à des propriétaires évidemment importants pour leur commune » ;
- l'absence de textes nationaux et régionaux aidant les élus, les territoires et les services de l'État à améliorer cette situation dans le contexte d'un « droit paradoxal en matière de chasse du grand gibier, des interprétations bien frileuses du droit de propriété, des fichiers que l'on garde pour soi, des procédures de contrôle quelquefois bien timides ».

Selon les auteurs, ces ingrédients « accompagnent une dérive silencieuse, pendant que chaque jour l'engrillagement progresse d’autant plus que certains propriétaires craignent qu’il soit restreint », mais tous les avis recueillis convergent « vers une suppression de l'engrillagement hermétique de type enclos » et de la chasse en enclos, « au profit de la chasse en parc délimité par de "petites barrières" », propositions qui ont en 2019 recueilli une « quasi-unanimité ».
Une autre étude (Recherche exploratoire sur l’interaction homme-nature dans le contexte de la propriété privée conduite en 2013 par Juliette Mouche d'AgroParisTech) a conclu qu'alors que la forêt est généralement imaginée comme un vaste espace non clos, l’engrillagement de nombreuses parcelles boisées en Sologne questionne les valeurs associées à la forêt.

## Impacts écologiques
De nombreuses expériences basées sur les effets d'engrillagements ont permis de mieux quantifier la forte pression exercée par de nombreuses activités humaines sur le tassement des sols, la biomasse du milieu et sa composition floristique. Un cas particulier de fréquent déséquilibre agro-sylvo-cynégétique est celui des surpopulations de certains gibiers induites par l'agrainage, l'affouragement, les enclos de chasse, les clôtures électriques et les lâchers d'animaux, notamment en l'absence de leurs prédateurs naturels. Ce sujet est par exemple au cœur du projet de plan de gestion cynégétique que le groupement d'intérêt public de préfiguration du parc national de forêts doit proposer à l'État.
Déjà en 1980, dans la Revue du Nord, Paul Tombal (expert en écologie auprès du préfet de Picardie) s’inquiétait aussi du fait qu’en forêt, certains enclos de chasse étaient vastes, et en outre situés en cœur de massif, dans une zone normalement plus attractive pour les espèces typiquement forestières. Cette localisation les rend particulièrement néfastes pour la « faune réellement sauvage ». Pour le grand nord de la France, il cite par exemple l’enclos à sangliers de La Muette en forêt de Compiègne (de 100 ha), l’enclos de la faisanderie, qui n’a été que partiellement dégagé en 1979 précise-il, et deux grands enclos en forêt de Laigue (Princes et Châtillons).
L'engrillagement a aussi des effets indirects sur les habitats et les communautés écologiques (effets sanitaires, de sélection naturelle et génétiques notamment), ainsi qu'en termes de perte de naturalité des paysages, avec des effets complexes, indirects et pour certains, différés, sur les équilibres naturels (relation prédateur-proie et régénération forestière notamment) et donc sur les services écosystémiques.
La fragmentation écologique et l'artificialisation sont des causes maintenant reconnues de la crise de la biodiversité. Mais il reste des effets secondaire encore mal quantifiés ; ainsi pouvait-on lire dans le rapport de 2011 sur l'engrillagement : « à titre d’exemple, il serait intéressant de connaître localement l’impact des sangliers sur les quelque 67 espèces d’oiseaux, dont plusieurs d’intérêt communautaire, qui nichent à terre ou sur l’eau en Sologne ». Une étude avait en effet en 2016 étudié les effets de la pression du cerf (Cervus elaphus) et du sanglier sur 95 parcelles, dans 19 peuplements forestiers matures de Sologne (dont 9 clôturés) avec des pressions variables de ces animaux ; les auteurs concluaient que les impacts varient selon le degré de maturité de la forêt (les dommages diminuant pour les oiseaux forestiers avec l'âge moyen des arbres, et augmentant au stade de la régénération). Une forte densité de cerfs — dans ce contexte — n'entraînait pas de diminution du couvert arbustif, mais affectait négativement les oiseaux des bois dépendant du sous-étage, directement ou indirectement, par destruction accidentelles de nids ou en diminuant la disponibilité en nourriture, sites de nidification ou couvert protecteur. Selon les auteurs, les études antérieures concluant à un effet négatif du broutage sur les oiseaux concernaient généralement de jeunes peuplements forestiers, souvent associés aux coupes rases ou des lieux où la végétation de l'étage dominant était rare. Paradoxalement, les oiseaux nichant au sol semblaient ici plus abondants dans les parcelles où le nombre des sangliers fouillant le sol était plus élevé, peut-être parce qu'attirés par les sols retournés (avec éventuel effet de piège écologique). Une autre étude, en zone méditerranéenne, a utilisé des nids artificiels posés au sol, garnis d'œufs (de caille ou de poule), des pièges photographiques permettant ensuite d'observer la densité et l'identité des prédateurs sur chaque site. En 7 jours, 47 sur 48 des déploiements (échelonnés en mars-juillet 2020) avaient été prédites, par le sanglier le plus souvent (36 % des cas), devant la pie Pica pica (18 % des cas), le renard roux Vulpes vulpes (10 % des cas) et la martre des pins Martes martes (10 %), devant quelques autres espèces exerçant une prédation plus anecdotique. Ni le type d'œuf ni l'habitat choisis n'ont significativement influencé le temps ou la probabilité de prédation. Mais notent les auteurs La présence d'un goéland naturalisé près des nids a « considérablement retardé la prédation ». De plus, les nids prédatés par des oiseaux et des mammifères autres que le sanglier ont ensuite été visités par le sanglier, qui venait y consommer les restes d'œufs ou les coquilles. Un lien entre abondance de sanglier et pression de prédation sur les œufs a été établi, montrant que dans ce contexte « le sanglier pourrait agir comme un prédateur majeur des espèces d'oiseaux nichant au sol (...) et l'augmentation de la population à grande échelle de cet ongulé devrait être considérée comme une menace importante pour les espèces nichant au sol d'intérêt européen pour la conservation ». D'autres études ont montré que (même en milieu ouvert) l'agrainage ou l'apport de restes animaux pouvant attirer des nécrophages augmente aussi la prédation sur les nids construits au sol. La flore du sous-étage des sols fortement retournées par le sanglier ne semble pas négativement affectée, au contraire même parfois ; de même pour la régénération forestière dans le cas des retournements de sols par les sangliers, souvent faits aux mêmes endroits, mais deux espèces (chêne et hêtre, très importantes pour la filière bois) peuvent néanmoins en pâtir.
Certaines clôtures ont une hauteur suffisante pour bloquer les sangliers tout en permettant aux cerfs de circuler, comme cela a été confirmé en 2018 par une étude sur un paysage clôturé de 17,52 km2 comprenant une forêt publique bordée au nord et au sud par deux lots de chasse privés et clôturés. Ceci implique qu'un certain type de clôture par un propriétaire « impose des politiques de gestion du gibier dans les zones entourant son domaine ».

## Impacts sanitaires
Ils sont complexes, car dans des cas particuliers localisés dans l'espace et dans le temps, le confinement par engrillagement de volailles ou de sangliers par exemple diminue le risque respectivement de grippe aviaire et de peste porcine africaine (PPA, maladie déclarée en Belgique, qui a justifié la pose de grillages à la frontière pour empêcher les sangliers d'exporter la maladie en France).
À plus long terme et/ou dans certains cas, l'engrillagement peut aussi favorise des surdensités de population, des pollutions génétiques et une consanguinité très favorable au développement de parasitoses et d'épidémies, voire au développement de souches antibiorésistantes ou résistantes aux anti parasitaires dans le cas où les animaux seraient traités, d'autant que des pratiques frauduleuses à haut risque sanitaire sont attestées (par exemple en France par l'ONCFS). Les « déchets de chasse » qui vont du plomb toxique des munitions ( sources potentielles de saturnisme animal) aux restes de carcasses animales, en passant par la gestion des douilles ou restes de cartouches tirées), pose une question « épineuse », tout particulièrement dans ces territoires clos.
En 2014, l'ANSES alertait sur les carences de données relatives aus introductions de gibier dans la base de données TRACES (données incomplètes et très parcellaires). L'ANSES alertait aussi sur les carences de la veille sanitaire et du suivi en matière de achat/vente/transport/introduction de gibiers vivants : « (...) ces exemples montrent que les échanges au sein de l’UE ou l’importation en provenance de pays tiers de gibier vivant, légaux ou illégaux, ne sont pas dénuées de risques sanitaires qui, au-delà de l’introduction d’agents pathogènes exotiques sur le territoire français, soulèvent plus largement le problème du contrôle sanitaire de la filière du gibier de repeuplement impliquant des élevages, des parcs et enclos de chasse dont l’étanchéité est d’ailleurs loin d’être garantie » (Saint-Andrieux et al., 2012).
En 2019, la conformité des certificats sanitaires à l'introduction n’est toujours pas vérifiée dans la plupart des services administratifs départementaux, faute de temps, de priorité par un défaut de perception des risques ou de moyens. L’application de la réglementation et le renforcement des contrôles, ainsi que la mise au point d’outils de détection des pathogènes, fiables utilisables facilement sur le grand gibier en particulier, représentent un futur défi pour les autorités et les instituts sanitaires».
Or, en France, en 2022, les zones cynégétiques engrillagées sont encore juridiquement considérées comme propriété privée et inaccessible aux contrôles classiques de la police de la chasse et/ou de l'environnement ou des contrôles vétérinaires.
Or, de nombreux animaux malades ou porteurs de parasites problématiques peuvent y être introduit, s'y reproduire ou s'en échapper (ex. : l'introduction de sangliers à partir d’États membres de l’UE est obligatoire, mais souvent mal renseignée, ainsi un seul déclarant en France avait en 2019 signalé une telle importation, à partir de Hongrie et de Pologne, qui sont deux zones à risque de PPA).
La densité d'animaux peut aussi favoriser les tiques vectrices de la maladie de Lyme et d'autres zoonoses.

## Impacts sylvicoles
Là et quand la régénération est difficile (ou nulle) en raison d'une surabondance d'herbivores et/ou de rongeurs, l'engrillagement provisoire de parcelles y permet de relancer le processus sylvogénétique, par contre si en voulant interdire l'accès aux lapins et lapereaux, on a aussi interdit celui des renards, il peut arriver que des pullulations de rongeurs (campagnols...) au moins d'empêcher la régénération tant ils consomment de racines de jeunes arbres, phénomène observé dans le Wiener Wald puis décrit par exemple par le forestier H Daburon dès 1963. En outre, note le même auteur : « si l'engrillagement des parcelles en régénération interdit au gibier l’accès d’emplacements découverts et riches en végétation herbacée et en feuillus ; s’il s’étend sur une trop grande surface, le gibier est forcé de trouver ailleurs d’autres emplacements et le problème n’est que reporté ».

## Impacts sociaux et touristiques

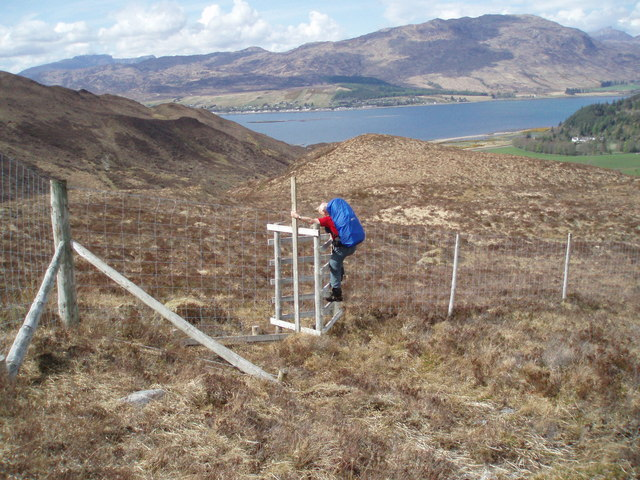
Haute « clôture à cervidés » (notamment), avec passage permettant aux promeneurs ou chasseurs de passer d'une parcelle à l'autre.

Ces engrillagements empêchent la libre circulation des animaux, mais aussi des habitants et du grand public en général (touristes y compris).
En 1995, la loi Barnier permet à l'autorité administrative de s'opposer à l'édification d'une clôture en cas d'empêchement de la libre circulation des piétons admise par les usages locaux, et de soumettre son édification à des prescriptions spéciales, y compris (art. 82) « pour des motifs d'urbanisme ou d'environnement » (article répondant à des préoccupations de maires ruraux confrontés à la multiplication de clôtures enfermant des milieux et nuisant à la libre circulation des piétons et des animaux sauvages, contribuant à la fragmentation des territoires ruraux. Cette loi sera plus tard « modifiée et vidée de sa substance ».

## Législation et proposition de nouvelle législation
En Wallonie, après que le gouvernement a modifié sa législation en interdisant la chasse dans les enclos de plus d’1,20 m de hauteur, les grillage et clôtures dépassant 1,20 mètre de hauteur ont été réduits de 80 % en 5 ans.
En France, l'engrillagement de parcelles forestières a pu prospérer anarchiquement du fait que le droit dispense les clôtures agricoles et forestières des formalités imposées à tous les autres types de clôtures, en raison de leur nature a priori supposée de peu d'importance (sauf cas particuliers comme les sites classés). Le Code de l'urbanisme permet néanmoins aux collectivités qui le souhaitent de légiférer sur le type de clôtures qu’elles acceptent sur leur territoire en zone naturelle et agricole (en Sologne, sur 28 communes du Comité Syndical Pays Grande Sologne, 17 ont voté un POS ou un PLU intégrant une mesure « N°11 » concernant les clôtures : une déclaration préalable de travaux est obligatoire pour les clôtures de type engrillagement, mais non pour une haie vive ou un fossé. La commune peut alors imposer des hauteur maximales (1,20 m le plus souvent), des matériaux (ex. : poteaux en bois, fil ou grillage type « ursus », avec barbelés autorisés ou non), et une distance minimale aux axes de circulation. Certaines communes sans POS ni PLU ont opté pour une simple déclaration préalable de travaux (Cf. arrêté préfectoral 15 mars 2002).
L'évolution de la législation et de la jurisprudence concernant les enclos de chasse a conduit dans les années 2000 à un accroissement des engrillagements à clôtures, qui doivent être continues et pérennes, d'au moins 2 m de haut, et dont la base est enfouie de 30 à 50 cm de profondeur. Il s'agit d'empêcher à la fois le passage de gros animaux fouisseurs et les sauts de grands animaux (gibier à poil, c'est-à-dire non-volant), ainsi que tout passage non autorisé d'humains.

La jurisprudence veut aussi que la clôture résiste à la poussée ou au franchissement des grands animaux et empêche le passage des petits mammifères chassables. Les issues de ces enclos sont fermées en permanence au public non-invité.
Une loi de 2005 a « sanctuarisé les différents avantages dont bénéficient les territoires hermétiquement clôturés, comme l'exemption de plan de chasse, la non-participation aux remboursements des dégâts ou encore la faculté de ne pas respecter les dates d'ouverture et de fermeture de la chasse, cela accentuant l'engrillagement des espaces naturels (...) ».
Selon l'argumentaire d'une « proposition de loi visant à lutter contre l’engrillagement des forêts françaises », déposée en 2021 par 80 parlementaires, « ces enclos pouvaient être acceptables jusque dans les années 1990/2000 car peu nombreux, ils se sont développés dans certaines régions de façon insupportable pour leurs habitants en raison de leur taille et de la multiplication de l'implantation de clôtures grillagées sans respect des usages locaux et sans tenir compte des nouveaux textes en matière de continuité écologique et de libre circulation des animaux sauvages. Ce développement s'est accompagné de la diminution conséquente du nombre des gardes chasse particuliers alors même qu'ils sont agrémentés après une formation basée sur des critères sérieux »,.
Les parcs de chasse à caractère commercial ont été légalisés par la loi du 23 février 2005, qui a créé la notion d'établissements professionnels de chasse à caractère commercial ; et la législation leur permet maintenant de ne pas être clôturés ou d'avoir des clôtures permettant localement les déplacements d'animaux.
En 2019, l’article L. 311-1 du code rural définit ce qu'est une «activité agricole», mais il n'existe pas d'équivalent pour les activités forestières ; mais en Sologne, « les acteurs régionaux de la forêt reconnaissent qu’elle ne justifie de clôture qu’aux premiers stades de régénération d’une parcelle (qui durent moins de dix ans) et lorsque la densité élevée de cervidés le nécessite ».
En réaction à cette tendance, en 2021, une proposition de loi déposée par Jean-Noël Cardoux et plusieurs de ses collègues vise à limiter l'engrillagement des espaces naturels, agricole et forestiers tout en protégeant et renforçant la propriété privée (par des amendes de 5ème catégorie en cas d'intrusion).
Il s'agit, selon ses auteurs, de freiner « la multiplication des grillages en Sologne et dans plusieurs autres régions de France », multiplication qui pose des problèmes de sécurité sanitaire, de génétique des populations (consanguinité, pollution génétique) au sein des populations d'animaux engrillagées ; et de sécurité en termes de prévention et lutte contre les incendies, et qui cause ou aggrave la fragmentation écopaysagère tout en nuisant au développement du tourisme rural selon les auteurs. Par ailleurs, ces enclos sont souvent érigés pour développer le tir de gibiers dans un milieu artificialisé. La proposition de loi contient notamment des dispositions sur : les caractéristiques des clôtures ; la possibilité de contrôle par les agents de l'Office français de la biodiversité (OFB), les sanctions contre les clôtures et l'agrainage.
Ce texte veut aussi :
- assurer « le respect des propriétés rurales ou forestières privées par les promeneurs, en prévoyant les infractions applicables à la pénétration dans ces propriétés privées sans autorisation et les dégradations qu'elles subissent » ;
- « supprimer la responsabilité de ces mêmes propriétaires en cas d'accident concernant les personnes s'introduisant sans autorisation dans ces propriétés privées clôturées ou non » ;
- inciter au « désengrillagement », « en mobilisant l'écocontribution »(créée par la loi OFB du 24 juillet 2019).

Le texte voté au Sénat est également soumis à l'Assemblée nationale, qui le vote avec plusieurs modifications au mois d'octobre 2022.
En 2022 (25 janvier), l'Assemblée nationale adopte définitivement une loi vise notamment à diminuer les effets de fragmentation écopaysagère induits par l'engrillagement excessif d’espaces naturels (tels que définis et cartographiés par le plan local d'urbanisme) : les clôtures, sauf exceptions qui seront définies par décret (ex : doubles clôtures d’autoroutes, TGV, zones de régénération forestière ou de soutien de l'activité agricole, clôtures de parcs de chiens de chasse, d’élevages équins, de zone d’expériences scientifiques, clôtures de certaines zones à caractère patrimonial, de domaines nationaux, de certaines activités agricoles, de parcelles en régénération forestière, de jardins ouverts au public, de zones interdites pour la Défense nationale, clôtures à moins de 150 mètres des habitations et des sièges d'exploitation agricole…) devront désormais permettre « en tout temps » la libre circulation de la faune sauvage et pour cela être posées 30 cm au-dessus du sol, ne pas dépasser 1,20 mètre de hauteur, et ne pas être « vulnérante, ni constituer des pièges pour la faune » pour permettre la libre circulation de certains animaux sauvages, rétablissant ainsi les continuités écologiques.
- le texte a été adopté par 98 voix « pour » sur 100 suffrages exprimés, avec abstention des écologistes et de la France insoumise au motif que « C'est une loi prochasse »  regrette Aymeric Caron (LFI) qui, note Laurent Radisson (journaliste et rédacteur en chef de « Droit de l'Environnement »), contrebalance la suppression des hautes clôtures d’enclos de chasse par un renforcement de la propriété privée « (pénétrer sans autorisation dans une propriété privée rurale ou forestière d'une amende de 750 euros maximum. "Cette disposition pose deux problèmes majeurs", a pointé la députée écologiste Lisa Belluco. "Premièrement, elle risque en fait de limiter très fortement l'accès de toutes et tous à la nature. En effet, 75 % des forêts françaises sont privées (…). Deuxièmement, (…) cette disposition instaure une inégalité face à la loi entre chasseurs et non-chasseurs. » Les premiers peuvent poursuivre un animal mortellement blessé dans quasiment toutes les propriétés privées" (...). Ce sont ces dispositions qui ont conduit à l'abstention des députés écologistes et de la France insoumise". »[28]
- L'agrainage et l'affouragement sont désormais interdits en espaces clos empêchant complètement la libre circulation d’animaux sauvages, sauf exceptions prévues par le schéma départemental de gestion cynégétique (SDGC) à des conditions prévues par décret, sous peine de  trois ans d'emprisonnement et 150 000 euros au maximum. La pose de ce type de clôtures est désormais soumise à déclaration[28] ;
- Pour être mieux intégrées dans le paysage, elles doivent être faites de matériaux naturels ou traditionnels[28] ;
- Selon le Gouvernement, plus de 3 000 kilomètres de grillages interdisaient en 2019, rien que pour les trois départements du Loiret, du Cher et du Loir-et-Cher la libre circulation de la faune, et posaient des problèmes de sécurité incendie ou de frein au tourisme rural[28].